# أولاد عزيزي الفرش (العين البيضاء الفرش)
أولاد عزيزي الفرش هو دُوَّار يقع بجماعة الخزازرة، إقليم سطات، جهة الدار البيضاء سطات في المملكة المغربية. ينتمي الدوّار لمشيخة العين البيضاء الفرش التي تضم 4 دواوير. يقدر عدد سكانه بـ 867 نسمة حسب الإحصاء الرسمي للسكان والسكنى لسنة 2004.

## روابط خارجية
- البوابة الوطنية للجماعات الترابية
- المندوبية السامية للتخطيط